# Доброполье (станция)
Доброполье — грузо-пассажирская тупиковая узловая железнодорожная станция Ясиноватской дирекции Донецкой железной дороги (с декабря 2014 г. Приднепровская железная дорога) на линии Мерцалове — Легендарная.
Расположенная в г. Доброполье, Добропольская городская рада, Донецкой области между станциями Мерцалове 12 км и Экономическая 4 км.
С 2007 г. пассажирское сообщение на данном участке приостановлено.